# بركه لاري
 برکه لاری  (بالفارسية: روستاى برکه لاری ) قرية صغيرة في منطقة كودة، تـتبع لـالبلدة المركزية (بالفارسية: بخش مركزى ) من توابع مدينة بستك وتقع في محافظة هرمزگان في جنوب غرب إيران، وتقع في شمال شرقي مدينة بستك، وتبعد عنها 52 كيلومتراً.

## حدود قرية برکه لاری
حدود قرية برکه لاری: من الشمال دهنك، ومن الجنوب جاه دزدان، ومن الغرب قرية ايلود، ومن الشرق تنتهي بقرية بامستان.

## السكان
يبلغ عدد سكان هذه القرية حسب تعداد السكان لعام 2006 للميلاد، (713) نسمة تشكل (163) عائلة، من أهل السنة والجماعة وعلى المذهب الشافعي. يتكلمون الفارسية باللهجة المحلية، بها مسجد ومدرسة مشتركة، كذلك بها المرافق العامة كشبكة المياه والكهرباء والهاتف. وعيادة صحية صغيرة، وعدد كبير من البرك لحفظ مياه الأمطار.

## وصلات خارجية
- التقسيمات الادارية لمحافظة هرمزگان